# Richard Helms
Richard Helms (12 de diciembre de 1842 - 17 de julio de 1914) fue un botánico, explorador australiano, nacido en Alemania, experto en la familia Malvaceae; cuyo trabajo en botánica, zoología, geología y etnología cubriendo varias partes de Australia y Nueva Zelanda.
Llegó a Australia en 1858 y trabajó para un primo en una tienda de cigarros, en Melbourne. Viajó a Dunedin, Nueva Zelanda, en 1862 y en 1876 comenzó a practicar como dentista en Nelson, Nueva Zelanda. Se casó en 1879 y abrió un negocio de relojería en Greymouth.

## Eponimia
- (Amaranthaceae) Ptilotus helmsii F.Muell. & Tate ex Ewart & Jean White[3]
- (Casuarinaceae) Allocasuarina helmsii (Ewart & M.Gordon) L.A.S.Johnson[4]
- (Goodeniaceae) Goodenia helmsii (E.Pritz.) Carolin[5]
- (Poaceae) Eriachne helmsii (Domin) Hartley[6]
- (Poaceae) Triodia helmsii (C.E.Hubb.) Lazarides[7]
- (Crassulaceae) Crassula helmsii (Kirk) Cockayne